# Aéroport international de Harbin Taiping
L’aéroport international de Harbin Taiping (code IATA : HRB • code OACI : ZYHB) est un aéroport qui dessert la ville de Harbin dans la province du Heilongjiang en Chine.
En 2010, l'aéroport de Harbin Taiping a vu transiter 7 259 498 passagers, il était ainsi le 23e aéroport de Chine en nombre de passagers.
Il joue un rôle important dans le trafic entre la Chine et la Russie.

## Situation

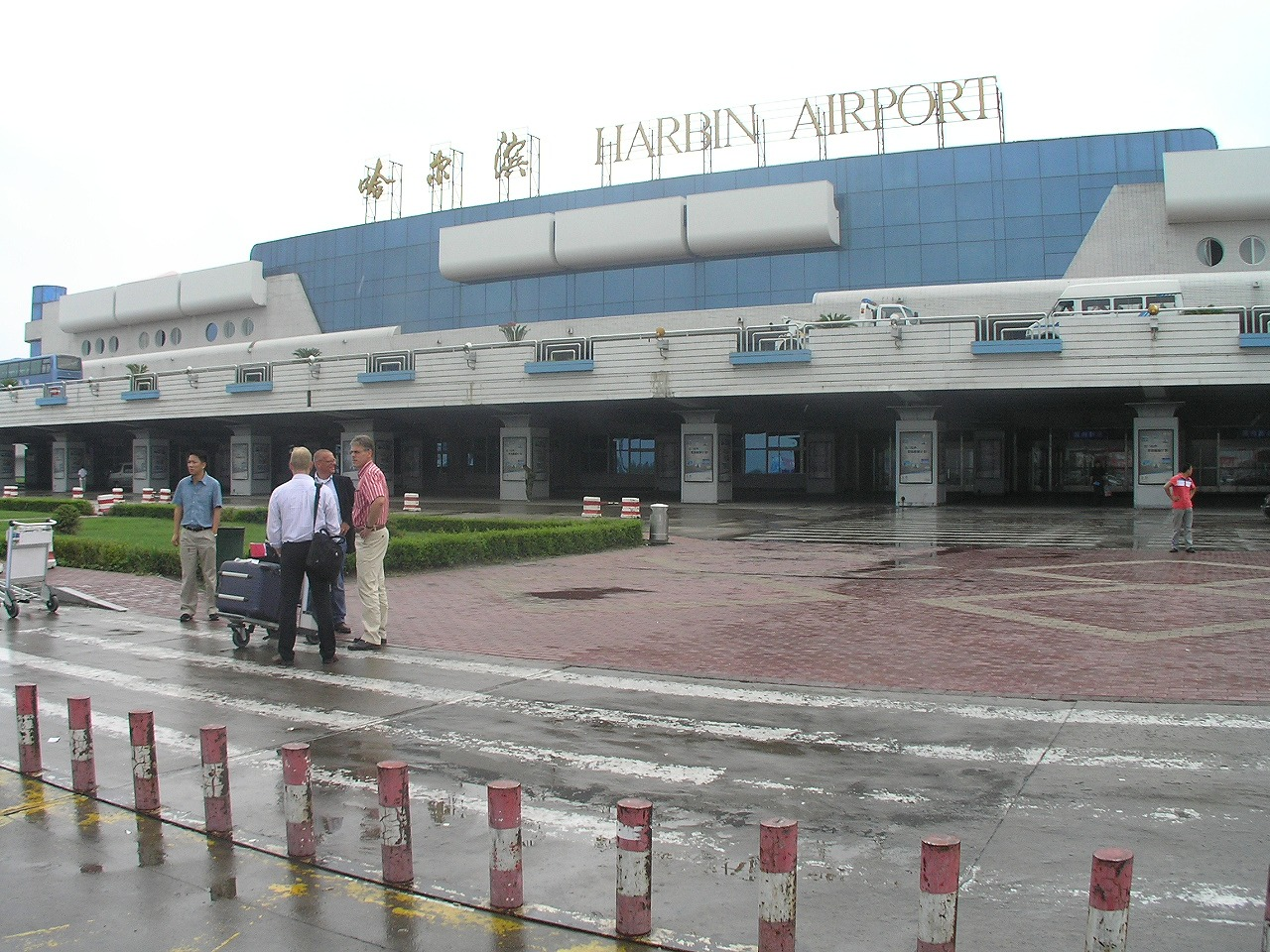
Terminal 1 (utilisé pour tous les vols avant 2018)

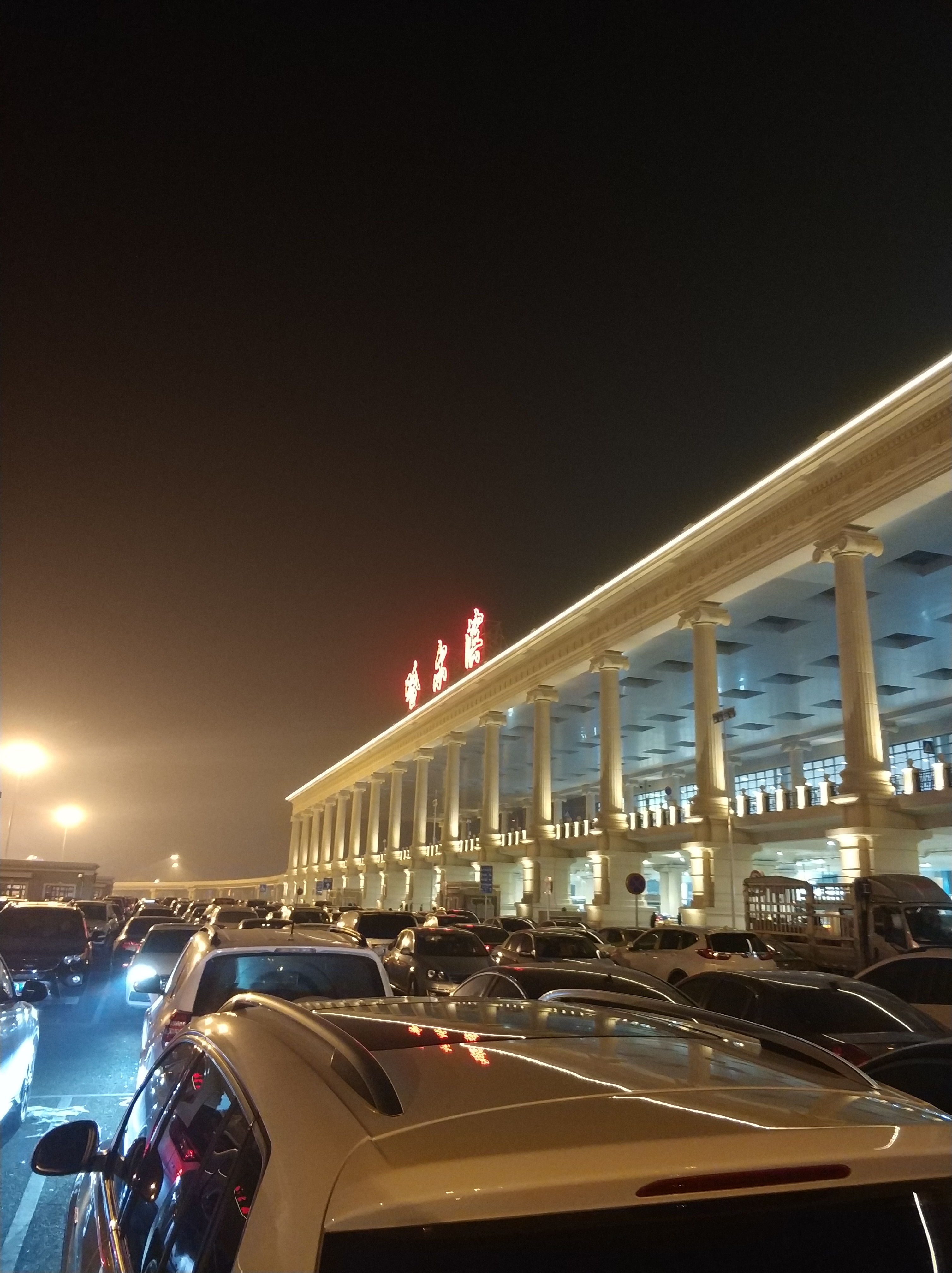
Terminal 2, le terminal principal de l'aéroport ouvert en 2018

Il est situé à 37 km du centre-ville de Harbin et est accessible par l'autoroute dédiée à l'aéroport. 

### Carte des 50 premiers aéroports de Chine
| \| 500 km1:25 016 000 \| Baotou Canton Changchun Changsha Chengdu-CTU Chengdu-TFU Chongqing Dalian Fuzhou Guilin Guiyang Haikou Hailar Hangzhou Harbin Hefei Hohhot Jinan Jinghong Kunming Lanzhou Lhassa Lijiang Nanchang Nankin Nanning Ningbo Pékin · Capitale Pékin · Daxing Qingdao Quanzhou Sanya Shanghaï-Pudong Shanghaï-Hongqiao Shantou-Chaozhou-Jieyang Shenyang Shenzhen Shijiazhuang Taiyuan Tianjin Ürümqi Wenzhou Wuhan Suzhou Xiamen Xi'an Xining Yantai Yinchuan Zhengzhou Zhuhai-Jinwan |
| 500 km1:25 016 000 |

## Histoire
L'aéroport est construit en 1979, et est alors connu comme l'Aéroport de Yanjiagang. Il devient international en 1984, et est agrandi en 1994 et 1997.
Le deuxième terminal s'est construit de 2014 à 2018. Il est mis en service le 30 avril 2018 pour tous les vols intérieurs. Puis, on commence la phase II du projet d'expansion de l'aéroport.

## Statistiques
Pour des raisons techniques, il est temporairement impossible d'afficher le graphique qui aurait dû être présenté ici.

Voir la requête brute et les sources sur Wikidata.

## Compagnie aériennes et destinations
| Compagnies                                           | Destinations |
| ---------------------------------------------------- | --- |
| 9 Air                                                | Canton-Baiyun, Haikou, Nankin, Wenzhou-Longwan |
| Aeroflot opéré par Aurora                            | Khabarovsk, Vladivostok,, Ioujno-Sakhalinsk |
| Air China                                            | Pékin-Capitale, Chengdu-Shuangliu, Chongqing-Jiangbei, Fuyuan Dongji (en), Hangzhou-Xiaoshan, Kunming-Changshui, Shanghai-Pudong, Tianjin Binhai, Wēihǎi |
| Asia Atlantic Airlines                               | Charter: Bangkok-Suvarnabhumi, Phuket |
| Asiana Airlines                                      | Séoul-Incheon |
| Beijing Capital Airlines                             | Canton-Baiyun, Hangzhou-Xiaoshan, Qingdao-Jiaodong, Sanya-Phénix, Shijiazhuang, Tianjin Binhai, Tongliao (en), Xi'an-Xianyang |
| China Eastern Airlines                               | - Pékin-Capitale, - Chengdu-Shuangliu, - Chongqing-Jiangbei, - Dalian-Zhoushuizi, - Guiyang, - Hangzhou-Xiaoshan, - Heihe Aihui (en), - Jiagedaqi, - Kunming-Changshui, - Mohe (zh), - Nankin, - Ningbo, - Ordos Ejin Horo, - Qingdao-Jiaodong, - Shanghai-Hongqiao, - Shanghai-Pudong, - Shangrao Sanqingshan, - Tianjin Binhai, - Wenzhou-Longwan, - Wuhan, - Wuxi/Suzhou, - Xi'an-Xianyang, - Yantai, - Yingkou (zh), - Zhuhai |
| China Eastern Airlines opéré par Shanghai Airlines   | Denpasar-Bali, Jining Da'an (en), Shanghai-Pudong, Tongliao (en) |
| China Express Airlines                               | Baotou-Donghe |
| China Southern Airlines                              | - Beihai-Fucheng, - Pékin-Capitale, - Changsha, - Chengdu-Shuangliu, - Cheongju, - Fuyuan Dongji (en), - Canton-Baiyun, - Guiyang, - Haikou, - Hangzhou-Xiaoshan, - Hefei, - Heihe Aihui (en), - Jinan, - Kunming-Changshui, - Mohe (zh), - Nankin, - Nanning, - Niigata, - Ningbo, - Osaka-Kansai, - Qingdao-Jiaodong, - Rizhao Shanzihe (en), - Sanya-Phénix, - Séoul-Incheon, - Shanghai-Pudong, - Shenzhen-Bao'an, - Shijiazhuang, - Taïwan-Taoyuan, - Tianjin Binhai, - Tokyo-Narita, - Ürümqi-Diwopu, - Vladivostok, - Wuhan, - Xi'an-Xianyang, - Xiamen-Gaoqi, - Yantai, - Yichun (zh), - Yulin (en), - Yuncheng, - Zhengzhou, - Zhuhai En saison :Irkoutsk |
| China Southern Airlines opéré par Chongqing Airlines | Chongqing-Jiangbei, Qingdao-Jiaodong, Zhengzhou |
| China United Airlines                                | Pékin-Nanyuan |
| Donghai Airlines                                     | Hailar, Shenzhen-Bao'an |
| Eastar Jet                                           | Charter: Cheongju |
| EVA Air                                              | Taïwan-Taoyuan |
| Fuzhou Airlines                                      | Fuzhou-Chánglè, Tianjin Binhai, Luoyang |
| Grand China Air                                      | Pékin-Capitale |
| Hainan Airlines                                      | Datong (en), Canton-Baiyun, Hefei, Nanchang-Changbei, Nankin, Qingdao-Jiaodong, Shenzhen-Bao'an, Xiamen-Gaoqi |
| Hebei Airlines                                       | Shijiazhuang |
| IrAero                                               | Irkoutsk |
| Juneyao Airlines                                     | Shanghai-Pudong |
| Lion Air                                             | Charter: Denpasar-Bali |
| LJ Air                                               | Hefei, Nanchang-Changbei |
| Loong Air                                            | Chifeng, Hangzhou-Xiaoshan, Linyi (zh), Shenzhen-Bao'an, Tongliao (en), Xuzhou-Guanyin |
| Okay Airways                                         | Changsha, Heihe Aihui (en), Jiagedaqi, Jiamusi (en), Jixi Xingkaihu (en), Mohe (zh), Tianjin Binhai, Yanji |
| Qingdao Airlines                                     | Qingdao-Jiaodong |
| Scoot                                                | Singapour-Changi |
| Shandong Airlines                                    | Chongqing-Jiangbei, Jinan, Qingdao-Jiaodong, Xiamen-Gaoqi, Yantai |
| Shenzhen Airlines                                    | Pékin-Capitale, Changsha, Changzhou, Canton-Baiyun, Guiyang, Haikou, Hefei, Hong Kong, Jinan, Nanchang-Changbei, Nankin, Nanning, Nantong Xingdong, Qingdao-Jiaodong, Sanya-Phénix, Shenzhen-Bao'an, Taiyuan-Wusu, Taizhou (Jiangsu) (en), Yantai, Zhengzhou |
| Sichuan Airlines                                     | - Beihai-Fucheng, - Pékin-Capitale, - Changsha, - Changzhou, - Chengdu-Shuangliu, - Chongqing-Jiangbei, - Canton-Baiyun, - Guilin-Liangjiang, - Guiyang, - Haikou, - Hangzhou-Xiaoshan, - Hefei, - Jinan, - Kunming-Changshui, - Lanzhou, - Manzhouli, - Nankin, - Nanning, - Ningbo, - Sanya-Phénix, - Shanghai-Pudong, - Taiyuan-Wusu, - Tianjin Binhai, - Vladivostok, - Wenzhou-Longwan, - Wuhan, - Xi'an-Xianyang, - Xiamen-Gaoqi, - Xuzhou-Guanyin, - Yinchuan Hedong, - Zhengzhou |
| Spring Airlines                                      | Bangkok-Suvarnabhumi, Beihai-Fucheng, Huai'an, Jeju, Macao, Nagoya-Chūbu, Shanghai-Pudong, Shenzhen-Bao'an |
| Spring Airlines Japan                                | Tokyo-Narita |
| Tianjin Airlines                                     | Hailar, Hohhot, Tianjin Binhai |
| Ural Airlines                                        | Bangkok-Suvarnabhumi, Irkoutsk, Krasnoïarsk-Iémélianovo, Novossibirsk-Tolmatchevo, Iékaterinbourg-Koltsovo |
| West Air (China)                                     | Chongqing-Jiangbei, Hohhot, Nanchang-Changbei, Sanya-Phénix, Zhengzhou |
| XiamenAir                                            | Chongqing-Jiangbei, Fuzhou-Chánglè, Hangzhou-Xiaoshan, Lianyungang-Huaguoshan, Nankin, Qingdao-Jiaodong, Tianjin Binhai, Wuxi/Suzhou, Xiamen-Gaoqi, Yancheng, Zhengzhou |

Édité le 11/04/2018